# لويس ماريا بيرالتا
لويس ماريا بيرالتا (بالإنجليزية: Luis María Peralta)‏ هو عسكري أمريكي، ولد في 1759، وتوفي في 26 أغسطس 1851.